# أنتونيو راتين
أنتونيو راتين (بالإسبانية: Antonio Ubaldo Rattín) مواليد 16 مايو 1937 في تيغري، هو لاعب كرة قدم أرجنتيني سابق كان يلعب ك. سبق له أن لعب في كأس العالم لكرة القدم مع منتخب بلاده.

## مسيرته الكروية
لعب أنتونيو راتين خلال مسيرته الاحترافية مع نادِ واحدٍ في خمسة عشر موسمًا وسجل خلالها 26 هدفًا ضمن 352 مباراة. ولم يفز بأي موسم بالكأس وفاز في خمسة مواسم بالدوري.
خاض أنتونيو راتين مسيرته مع نادي بوكا جونيورز في موسم 1956 ليلعب معه خمسة عشر موسمًا، مشاركًا في 352 مباراة سجل خلالها 26 هدفًا.

## روابط خارجية
- أنتونيو راتين على موقع الاتحاد الدولي (مؤرشف)  (الإنجليزية)
- أنتونيو راتين على موقع قاعدة بيانات كرة القدم.إي يو (الإنجليزية)
- أنتونيو راتين على موقع ناشيونال فوتبول تيمز (الإنجليزية)
- أنتونيو راتين على موقع Soccerway.com (الإنجليزية)